# Bengt Wesström
Bengt Gustav Wesström, född 23 december 1929 i Gävle, död där 24 november 2011, var en svensk tecknare, målare, keramiker och reklamtecknare.
Han var son till verkmästaren Gustav Erland Wesström och Aina Wilhelmina Lundberg och gift med Alice Gunhild Gravén. Vid sidan av sitt arbete som annonstecknare var Wesström verksam som konstnär och medverkade i ett flertal av Gävleborgs läns konstförenings samlingsutställningar på Gävle museum samt hemslöjdsutställningar med keramik. Hans konst består av hamnbilder, stadsbilder och landskapsskildringar utförda i olja.     